# Tatort: Bauernsterben
Bauernsterben ist ein Fernsehfilm aus der Krimireihe Tatort. Der vom ORF produzierte Beitrag ist die 1246. Tatort-Episode und wurde am 15. Oktober 2023 im SRF, im ORF und im Ersten ausgestrahlt. Es ist der 56. Fall des österreichischen Ermittlers Moritz Eisner und der 32. gemeinsame Fall des Ermittlerteams Eisner/Fellner. Auf Flimmit wurde der Film am 8. Oktober 2023 veröffentlicht.

## Handlung
Moritz Eisner und Bibi Fellner werden zum Schweinemastbetrieb Schoberhof gerufen, in dem der Hofbesitzer Max Winkler am Morgen vom rumänischen Landarbeiter Darius Petrescu tot aufgefunden wurde. Vermutlich war er um Mitternacht erschlagen worden.
Max Winkler wohnte mit seiner Frau Irene und drei Kindern in einem Einfamilienhaus entfernt vom Hof. Da die automatische Steuerung des Hofs jedoch seit einigen Wochen merkwürdige Fehlfunktionen zeigt, kam Winkler in letzter Zeit auch nachts immer wieder auf den Hof. Irene Winkler hatte herausgefunden, dass ihr Mann den Hof ohne ihr Wissen hatte schätzen lassen. In Bulgarien hatte er mit Nicolai Markov eine Futtermittelfabrik betrieben, die vor kurzem in Konkurs gegangen ist. Gegen Markov und sein Firmenkonsortium ermittelt die europäische Betrugsbekämpfungsbehörde OLAF wegen Subventionsbetrug. Winkler hatte sich gegenüber Markov verschuldet. Irene Winklers Vater Alois Schober gibt zu, dass er Nicolai Markov bei der Staatsanwaltschaft angezeigt hatte, um den Hof zu retten.
Die Kriminalassistentin Meret Schande findet heraus, dass die Steuerung des Schweinemastbetriebs mit einem Computervirus infiziert ist. Sie holt deshalb die Tierschutz-Aktivistin und Hackerin Mina Truschner zur Polizei, wo Eisner und Fellner sie befragen. Dort trifft sie zufällig Sepp Obermeier, der gerade eine Anzeige aufgeben will.
Weil die EU-Staatsanwaltschaft binnen 24 Stunden Beweise gegen Markov benötigt, animiert Fellner Mina Truschner zu einem Hacker-Angriff gegen Markovs Computer. Da eine Verurteilung von Markov jedoch nicht absehbar ist, zündet Truschner sich vor Markovs Konzernzentrale an und wird dabei schwer verletzt.
Eisner und Fellner finden heraus, dass Truschner in der Tatnacht auf dem Schoberhof war. Max Winkler hatte sie dort angegriffen. Obermeier, der sich als Truschners Vater herausstellt, hatte Winkler erschlagen, um seine Tochter zu verteidigen.

## Hintergrund

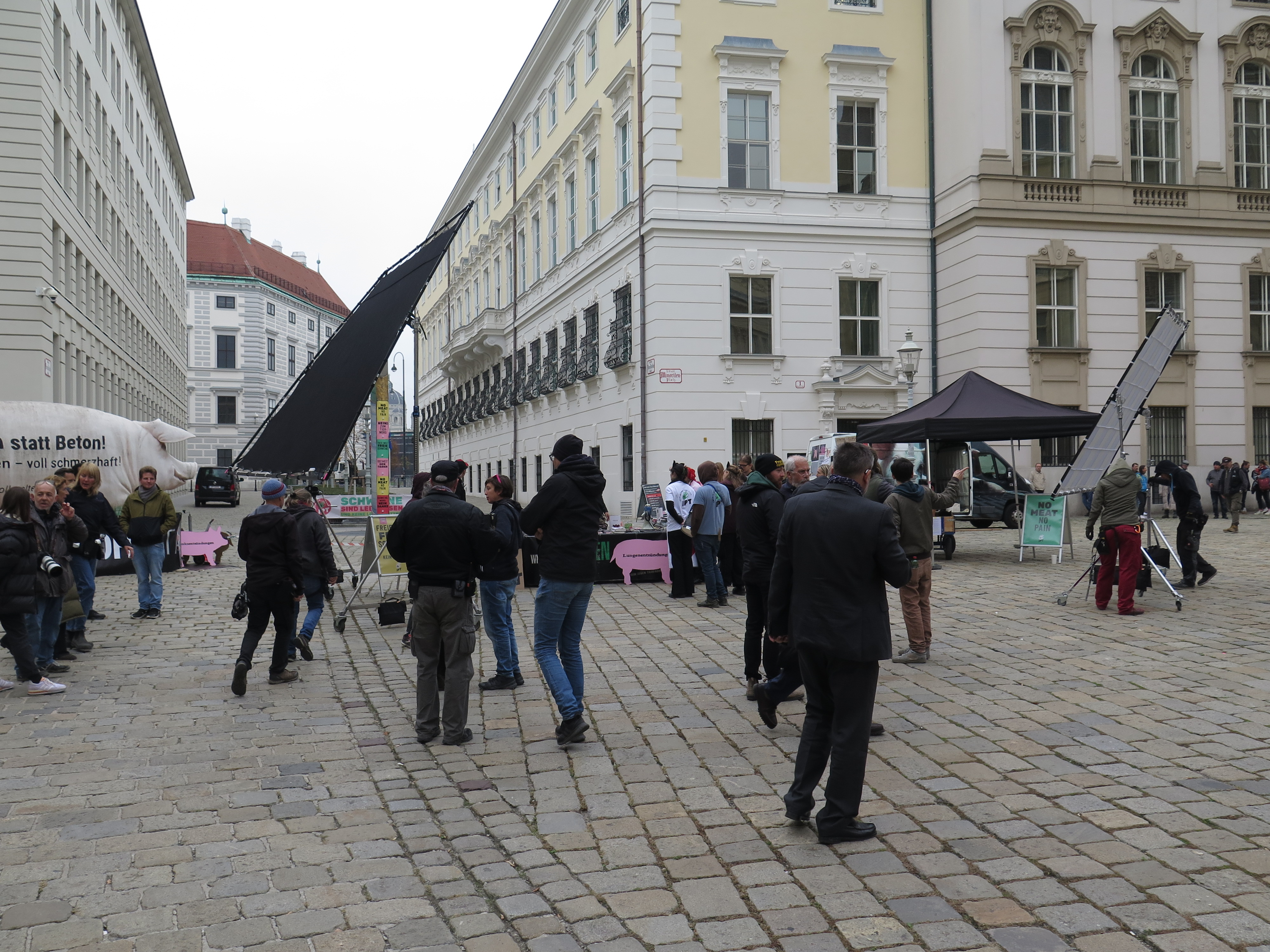
Dreharbeiten zum Tatort im Oktober 2022 in Wien

Der Film wurde vom 26. September 2022 bis zum 27. Oktober 2022 in Wien gedreht. Drehort war unter anderem Wetzelsdorf im Weinviertel in Niederösterreich.

## Einschaltquote
Die Erstausstrahlung von Bauernsterben am 15. Oktober 2023 wurde in Deutschland von 8,56 Millionen Zuschauern gesehen und erreichte einen Marktanteil von 30,1 % für Das Erste.